# Дудка Білоруська
«Dudka białaruskaja», «Дудка білоруська» — збірка віршів Францішка Богушевича, видана (під псевдонімом Матей Бурачок) восени 1891 року в Кракові.
Своєрідним маніфестом білоруського національно-культурного відродження і сильним поштовхом для розвитку професійної білоруськомовної культури стала передмова Францішка Богушевича до збірки «Дудка білоруська».

## Історія видання
4 лютого 1890 року Францішек Богушевич надсилає своєму давньому другові Яну Карловичу свій програмний вірш «Моя дудка». У своєму листі від 23 серпня (4 вересня) 1891 р. до Яна Карловича Францішек Богушевич називає свою збірку віршів не «Дудка білоруська», а «Жалейка», і повідомляє, що коректура збірки досі дуже невдала і повна помилок. Восени 1891 р. у Кракові, за допомогою свого давнього друга Яна Карловича, в приватному видавництві Владислава Анчиця було надруковано збірку віршів Францішка Богушевича, під псевдонимом Матей Бурачок, з назвою "Дудка білоруська", накладом 3000 екземплярів. Збірник контрабандою перевезли до Російської імперії.
У тому ж видавництві в Кракові 1892 р. вийшла повість «Тральоначка» Францішка Богушевича.

## Значення в білоруській літературі
«Дудка білоруська» — вершина розвитку білоруської літератури ХІХ ст. Її поява на світ була несподіваною, як вибух, це було якраз перше мистецьке відкриття білоруської трудової людини, народу, адже в пореформений період, наприкінці ХІХ ст. , Павлюка Багрима вже ніхто не згадував, Ян Борщевський також не був широко відомий.

## Композиція книги

### Передмова
Збірку «Дудка білоруська» відкриває «Передмова», яка за своїм патріотичним пафосом нагадує агітаційно-публіцистичні статті К. Калиновського в повстанській газеті «Мужицька правда». В її основі лежить проблема історичної долі білоруського народу, розвитку його мови і культури. Справжнім носієм національного початку, на думку Богушевича, є трудова, селянська маса — народ, об’єднаний не лише духовною спільністю, як стверджували прихильники романтичної самобутності, а й єдністю національно-визвольної мети.
У «Передмові» Францішек Богушевич наполегливо переконує свого адресата (народ), що вони білоруси, що їх батьківщина — Білорусь, щоб завжди і перед усіма кожен шанував свою приналежність до неї, почувався сином свого народу. Прагнення довести читачам, що вони саме білоруси, що вони повинні себе так відчувати та називати, підкреслюється назвою збірника. У назві є слово «білоруський», яке займає інверсійну позицію до іменника, що підкреслює його важливість. Письменник звертається до сучасників, а через століття й до білорусів із закликом: «Не покидайте ж мови нашої білоруської, щоб не вмерли!» .

### Вірші
Збірка складається з 16 віршів («Моя дудка», «Дурний мужик, як ворона», «Як половина шукає», «У суді», «Вовк і вівця», «Моя хата», «Правда», «Випадок», «Думка», «З ярмарку», «Матюкові хрестини», «Бог не рівня праці», «Жадібність і скарб на святого Яна», «Куди біс не може, там бабу відправить», «В острозі», «Був у чистилищі!») і вірш «Кепсько буде!».
Збірка «Дудка білоруська» багато в чому є судовою Одіссеєю білоруської пореформеної людини. Більше того, народні уявлення про справедливий суд протиставляються в ньому показом царського суду, який був ширмою, що прикривала справжнє беззаконня народних низів. Тема критики царського суду стає провідною у збірнику. Поет свідомо відходить від фольклорного алегоризму, все більше використовуючи реалістичні засоби зображення дійсності. Найбільш поширеною формою громадянської лірики Богушевича є монолог, вірш-роздум, сповнений гіркоти й трагізму. У своїй основі в них контрастує протиставлення багатих і бідних, показ соціальних бар’єрів, які поділяють суспільство на ворожі класи і неминуче призводять до занепаду та моральної деградації. Цей загальногуманістичний мотив надзвичайно яскраво виражений у вірші «Бог не рівня праці».

## Стилістика
У характері образного втілення, поетичних прийомах, манері розвитку сюжету помітна орієнтація творів Богушевича на усний побут, їх зв'язок з анонімними народними «розмовами», віршованими оповіданнями й билинами. У цьому плані програмний вірш «Дурний мужик, як ворона» характерний для всієї збірки «Дудка білоруська».
Твори, зовні прості й невибагливі за формою, характеризуються винятковою життєвою переконливістю, реалістичною глибиною й дієвістю. Незважаючи на чіткий зв’язок із традиціями усної поезії, Францішак Богушевич успішно долає однобічність фольклорної типізації, прагне до індивідуалізації художнього образу.

Отже, у збірнику «Дудка білоруська» загалом переважає аспект соціально-побутового показу життя, а основним її ідейним звучанням стало засудження соціальної нерівності та порядків, які зробили селянина безправним. Цей збірник має виключно соціальний, та окремими віршами виходить від соціально-побутової тематики (віршами «Моя хата», «Мацюкові хрестини» — до патріотичної тематики, віршом «Правда» — до соціально-філософської, «З ярмарку» - до любовної). Таким чином, черговим завданням митця стало подолання лише соціально-побутового аспекту життя, на яке і орієнтувався Францішек Богушевич.